# Zollabwicklung China
Die Zollabwicklung kann in jedem beliebigen Zoll in China durchgeführt werden. Dafür sind unter anderem eine Handelsrechnung, eine Packliste und die Angabe der CIF (Cost, Insurance and Freight, zu Deutsch: „Kosten, Versicherung, Fracht“) erforderlich. Weiterhin sollte die korrekte Länderbezeichnung (People’s Republic of China) in allen Dokumenten verwendet werden.

## Probleme bei der Zollabwicklung
Die Zollabwicklung in China kann eine nicht zu verachtende Handelsbarriere darstellen. Insbesondere durch die mangelnde Transparenz hinsichtlich Bestimmungen zu Zöllen, Importkontingenten und Lizenzen werden die Einfuhr und der Vertrieb von nicht-chinesischen Waren erheblich erschwert.
Zusätzlich ergeben sich aufgrund von unterschiedlichen Abwicklungssystemen Komplikationen bei der Einordnung von Produkten. Gerade im Bereich der harmonisierten Zolltarifnummer (engl.: „HS Code“) stoßen viele Unternehmen daher auf weitreichende Probleme.

## Notwendige Zertifikate
Für zertifizierungspflichtige Produkte müssen Kopien von den entsprechenden Zertifikaten (CCC, CEL, CFDA, CRCC, HAF 604 etc.) zu den versendeten Waren beigelegt werden. Abhängig von den jeweils geltenden Regularien müssen die zertifizierten Produkte ggf. entsprechend gekennzeichnet sein und es müssen Markierungsgenehmigungen vorliegen. Wenn zusammengebaute Produkte zertifiziert sind, dann ist es wichtig, dass diese Produkte auch im zusammengebauten Zustand versendet werden. Sonst ist es möglich, dass der chinesische Zoll die Zertifikate für alle einzelnen Komponenten fordert.
Viele Unternehmen erwarten eine problemlose Zollabwicklung in China, wenn ihre Produkte nicht unter eine Zertifizierungspflicht fallen. Jedoch passiert es häufig, dass Produkte bei der Zollabfertigung in China mit dem Vermerk auf eine Zertifizierungspflicht festgehalten werden. In den meisten Fällen weist dann die Zolltarifnummer, der Produktname oder eine bestimmte Produktspezifikation auf eine Genehmigungs- bzw. Zertifizierungspflicht hin, sodass beim chinesischen Zoll irrtümlicherweise von einer Zertifizierungspflicht ausgegangen werden kann.
Wenn Waren vom chinesischen Zoll zu Unrecht festgehalten werden, die Produkte aber gar nicht unter eine Zertifizierungspflicht fallen, müssen die Hersteller trotzdem die Lagerkosten tragen, die Ware zerstören oder auf eigene Kosten zurückschicken lassen.

## Zollabwicklung von gebrauchten Maschinen
Für den Import von gebrauchten Maschinen ist eine spezielle Einfuhrgenehmigung und vor dem Versand eine Abnahme der China Certification and Inspection Group (CCIC) erforderlich. Da die Importkontingente stark begrenzt sind und die Qualität der Maschine einen gewissen Standard erfüllen muss, bestehen einige Barrieren für den Import von gebrauchten Maschinen. Die genauen produktspezifischen Regularien für gebrauchte Maschinen können bei der CCIC eingesehen werden.